# Йичин (район)
Район Йичин (чеш. Okres Jičín) — один из 5 районов Краловеградецкого края Чехии. Административным центром является город Йичин. Площадь составляет 886,63 км², население — 80 131 человек (плотность населения — 90,38 человек на 1 км²). Район состоит из 111 населённых пунктов, в том числе из 9 городов.
В средневековье Чешов представлял собой укрепленное славянское городище — западный форпост племенного союза белых хорватов.